# IzPack
IzPack est un logiciel libre permettant de créer des installateurs.
IzPack est publié sous les termes de la licence logicielle Apache, version 2.0, ce qui signifie qu'il peut être adapté et développé par une communauté de contributeurs bénévoles.